# Eriococcus jorgenseni
Eriococcus jorgenseni är en insektsart som beskrevs av Morrison 1919. Eriococcus jorgenseni ingår i släktet Eriococcus och familjen filtsköldlöss. Inga underarter finns listade i Catalogue of Life.